# Grita Insam
Grita Insam (* 13. März 1939 in Wien; † 4. Juni 2012 ebenda) war eine österreichische Galeristin und galt als eine der wichtigsten Förderinnen der Gegenwartskunst in Österreich.

## Leben
Insam studierte Werbung und Marktforschung und gründete danach eine Agentur. Als Werbefachfrau konzipierte sie 1969/70 für den Prinzhorn-Papierkonzern (Hamburger-Mosburger) eine Kampagne mit mehreren Künstlern. Dies kommentierte sie mit „ich war plötzlich in der Kunstszene - und wollte dann nicht mehr raus“ und gründete daraufhin 1971 mit Partner/n Am Hof im 1. Wiener Gemeindebezirk die Modern Art Galerie. Nach inhaltlichen Auseinandersetzungen trennte sie sich von ihren Partnern und eröffnete 1974 in der Wipplingerstraße, ebenfalls 1. Wiener Gemeindebezirk, ihre eigene Galerie und zog damit drei Jahre später in die Köllnerhofgasse. 2005 eröffnete sie ihren dritten Galeriestandort An der Hülben. Insam schloss aus gesundheitlichen Gründen im November 2011 ihre Galerie. Die letzte Ausstellung war dem Künstlerkollektiv Art & Language (Michael Baldwin und Mel Ramsden) gewidmet.
2009 wurde Insam für ihre Tätigkeit „als eine der Pionierinnen in der Vermittlung und Promotion der zeitgenössischen Kunst in Wien“ von der Kulturministerin Claudia Schmied das Österreichische Ehrenkreuz für Wissenschaft und Kunst verliehen.
Insam kämpfte jahrelang gegen Krebs und hatte kurz vor Weihnachten 2011 einen Schlaganfall, an dessen Folgen sie bis zu ihrem Tod in der Nacht vom 3./4. Juni 2012 litt.